# Singapurische Badmintonmeisterschaft 2020/21
Die Singapurische Badmintonmeisterschaft 2020/21 fand vom 30. Januar bis zum 7. Februar 2021 statt.

## Medaillengewinner
| Disziplin    | Gold                     | Silber                                   | Bronze                                   |
| ------------ | ------------------------ | ---------------------------------------- | ---------------------------------------- |
| Herreneinzel | Jason Teh Jia Heng       | Vega Vio Nirwanda                        | Lee Wei Hong                             |
| Herreneinzel | Jason Teh Jia Heng       | Vega Vio Nirwanda                        | Darrion Ng Weng Soong                    |
| Dameneinzel  | Jaslyn Hooi              | Grace Chua                               | Megan Xinyi Lee                          |
| Dameneinzel  | Jaslyn Hooi              | Grace Chua                               | Nur Insyirah Khan                        |
| Herrendoppel | Terry Hee Loh Kean Hean  | Albert Saputra Bimo Adi Prakoso          | Kubo Junsuke Wesley Koh                  |
| Herrendoppel | Terry Hee Loh Kean Hean  | Albert Saputra Bimo Adi Prakoso          | Aaron Yong Chuan Shen Howin Wong Jia Hao |
| Damendoppel  | Bernice Lim Lim Ming Hui | Lee Jing Yi Sabrina Alexis Lee Ying Shin | Lin Yuan Liu Ruyin                       |
| Damendoppel  | Bernice Lim Lim Ming Hui | Lee Jing Yi Sabrina Alexis Lee Ying Shin | Megan Xinyi Lee Ung Yixing               |
| Mixed        | Terry Hee Elaine Chua    | Andy Kwek Grace Chua                     | Lai Zing Neng Mok Jing Qiong             |
| Mixed        | Terry Hee Elaine Chua    | Andy Kwek Grace Chua                     | Danny Bawa Chrisnanta Lim Ming Hui       |